# Sand Lake, United Counties of Leeds and Grenville
Sand Lake är en sjö i Kanada.   Den ligger i countyt United Counties of Leeds and Grenville och provinsen Ontario, i den sydöstra delen av landet, 100 km söder om huvudstaden Ottawa. Sand Lake ligger 114 meter över havet. Arean är 7,8 kvadratkilometer. Den sträcker sig 4,3 kilometer i nord-sydlig riktning, och 4,4 kilometer i öst-västlig riktning.
I omgivningarna runt Sand Lake växer i huvudsak blandskog. Runt Sand Lake är det glesbefolkat, med 9 invånare per kvadratkilometer.